# Palmarès del Club Atlético de Madrid
Il Club Atlético de Madrid, conosciuto come Atlético Madrid (in Spagna anche come Atleti), è una società calcistica spagnola con sede a Madrid.
È la quarta formazione spagnola per numero di titoli nazionali (26), essendosi aggiudicata 11 campionati di massima divisione, 10 Coppe del Re e 5 Supercoppe di lega (2 Supercoppe di Spagna, 2 Coppa Eva Duarte e 1 Coppa Presidente della RFEF), e la terza per trofei conseguiti a livello internazionale (8), potendo vantare la vittoria di una Coppa delle Coppe (1961-1962), 3 Europa League (2009-2010, 2011-2012 e 2017-2018), 3 Supercoppe UEFA (2010, 2012 e 2018) e una Coppa Intercontinentale (1974). È quindi, con 34 trofei ufficiali complessivi, il quarto club più titolato di Spagna, dopo Barcellona, Real Madrid e Athletic Bilbao.
L'Atlético Madrid è l'unica squadra ad aver conquistato la Coppa Intercontinentale senza aver vinto la Coppa dei Campioni, allora requisito indispensabile per accedere alla manifestazione: nel 1974, infatti, a seguito della rinuncia del Bayern Monaco a parteciparvi, i madrileni incontrarono e sconfissero gli argentini dell'Independiente, campioni in carica della Coppa Libertadores e detentori della Coppa Intercontinentale. È inoltre la sola compagine nella storia del massimo torneo d'Europa per club ad aver disputato per tre volte la finale (1974, 2014, 2016) senza mai essere riuscita a laurearsi campione.

## Competizioni nazionali
- Campionato spagnolo: 11

1939-1940, 1940-1941, 1949-1950, 1950-1951, 1965-1966, 1969-1970, 1972-1973, 1976-1977, 1995-1996, 2013-2014, 2020-2021
- Coppa di Spagna: 10

1959-1960, 1960-1961, 1964-1965, 1971-1972, 1975-1976, 1984-1985, 1990-1991, 1991-1992, 1995-1996, 2012-2013
- Supercoppa di Spagna: 2

1985, 2014
- Coppa dei Campioni di Spagna: 1

1941
- Coppa Eva Duarte: 1

1951
- Coppa Presidente della RFEF: 1

1941-1947
- Segunda División: 1

2001-2002

## Competizioni internazionali

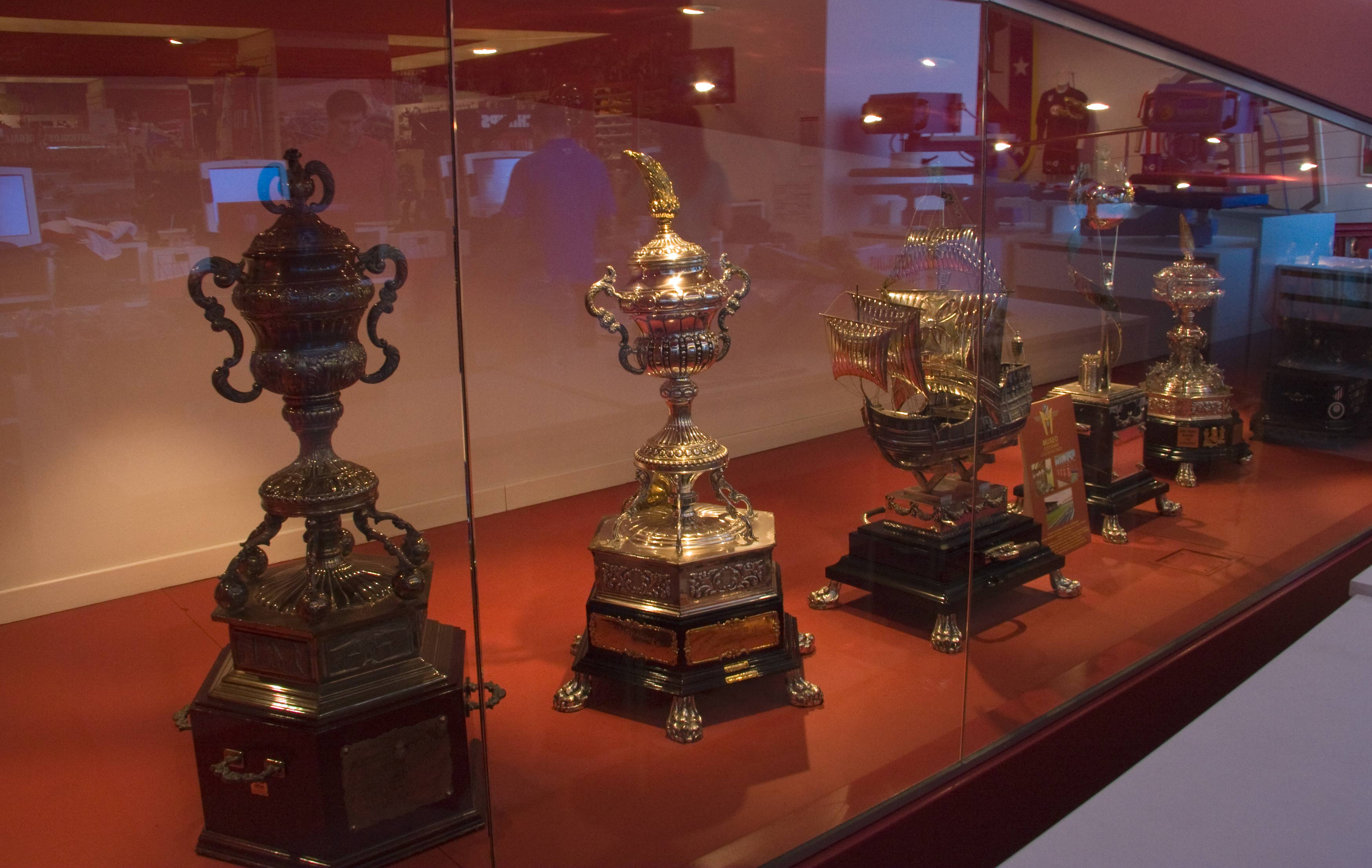
Alcuni trofei esposti al museo dell'Atlético Madrid.

- Coppa delle Coppe: 1

1961-1962
- UEFA Europa League: 3

2009-2010, 2011-2012, 2017-2018
- Supercoppa UEFA: 3

2010, 2012, 2018
- Coppa Intercontinentale: 1

1974
- Coppa Iberica: 1

1991

## Competizioni regionali
- Campeonato Regional Centro: 4

1920-1921, 1924-1925, 1927-1928, 1939-1940
- Copa Federación Centro: 1

1941

## Competizioni giovanili
- División de Honor Juvenil de Fútbol: 3

2001-2002, 2017-2018, 2023-2024
- Trofeo Dossena: 1

2000

## Altri piazzamenti
- Campionato spagnolo:

Secondo posto: 1943-1944, 1957-1958, 1960-1961, 1962-1963, 1964-1965, 1973-1974, 1984-1985, 1990-1991, 2017-2018, 2018-2019
Terzo posto: 1941-1942, 1944-1945, 1946-1947, 1947-1948, 1961-1962, 1970-1971, 1975-1976, 1978-1979, 1980-1981, 1982-1983, 1987-1988, 1991-1992, 2012-2013, 2014-2015, 2015-2016, 2016-2017, 2019-2020, 2021-2022, 2022-2023, 2024-2025
- Coppa di Spagna:

Finalista: 1921, 1926, 1956, 1963-1964, 1974-1975, 1986-1987, 1998-1999, 1999-2000, 2009-2010
Semifinalista: 1925, 1944, 1952-1953, 1967-1968, 1970-1971, 1973-1974, 1979-1980, 1988-1989, 2000-2001, 2004-2005, 2013-2014, 2016-2017, 2023-2024, 2024-2025
- Copa de la Liga:

Finalista: 1984, 1985
Semifinalista: 1983, 1986
- Supercoppa di Spagna:

Finalista: 1991, 1992, 1996, 2013, 2020
Semifinalista: 2022, 2024
- Coppa Eva Duarte:

Finalista: 1950
- Segunda División:

Secondo posto: 1932-1933, 1933-1934
Terzo posto: 1930-1931
- Coppa dei Campioni/UEFA Champions League:

Finalista: 1973-1974, 2013-2014, 2015-2016
Semifinalista: 1958-1959, 1970-1971, 2016-2017
- Coppa delle Coppe:

Finalista: 1962-1963, 1985-1986
Semifinalista: 1976-1977, 1992-1993
- Coppa UEFA:

Semifinalista: 1997-1998, 1998-1999
- Coppa Intertoto UEFA:

Finalista: 2004, 2007
- Coppa Latina:

Terzo posto: 1950, 1951
- Coppa delle Fiere:  [3]

Semifinalista: 1964-1965
- Campeonato Regional Centro:

Secondo posto: 1909, 1913, 1913-1914, 1916-1917, 1917-1918, 1919-1920, 1921-1922, 1922-1923, 1925-1926, 1926-1927, 1928-1929, 1930-1931, 1933-1934
Terzo posto: 1908, 1915-1916, 1923-1924, 1929-1930, 1931-1932, 1932-1933, 1934-1935, 1935-1936
- Copa Federación Centro:

Finalista: 1923, 1928, 1934, 1943
- UEFA Youth League:

Semifinalista: 2021-2022